# Campionato centramericano femminile di pallacanestro 2003
Il 14º Campionato dell'America Centrale e Caraibico Femminile di Pallacanestro FIBA (noto anche come FIBA Centrobasket for Women 2003) si è svolto dal 2 al 6 luglio 2003 a León in Messico. Il torneo è stato vinto dalla nazionale cubana.
I FIBA Centrobasket sono una manifestazione contesa dalle squadre nazionali di Messico, Centro America e Caraibi, organizzata dalla CONCENCABA (Confederazione America Centrale e Caraibi), nell'ambito della FIBA Americas.

## Squadre partecipanti
- Costa Rica
- Cuba
- Guatemala
- Isole Vergini Americane
- Messico
- Porto Rico
- Rep. Dominicana

## Classifica finale
| Pos | Squadra | V-P |
| --- | --- | --- |
|     | Cuba |     |
|     | Rep. DominicanaCelestino, Díaz, Durán, Gómez, Monsac, Montilla, Paniagua, Raposo, Rivera, Santos, Trinidad, Vázquez, All. Julio César Javier |     |
|     | Porto Rico |     |
| 4   | Messico |     |
| 5   | Isole Vergini AmericaneBell, Bergan, Daniel, Flanders, Haywood, Jones, Lettsome, Liburd, Lynch, Petersen, Rhymer, Wilkins, All. -            |     |
| 6   | Costa Rica |     |
| 7   | Guatemala |     |